# Baiko Pilota
Baiko pilota es el nombre con el que se rebautizó en marzo de 2019 a la empresa Asegarce de pelota a mano profesional (pelota vasca) fundada en el año 1992.
Con una docena de pelotaris, se presentó en sociedad el 17 de julio de 1992 en la sede de la Federación Vasca de Pelota en Abadiño, con su presidente Iñaki Aseginolaza a la cabeza.
Es una de las 2 empresas que componen la Liga de Empresas de Pelota a Mano junto a ASPE.

## Pelotaris
| Pelotari                                   | Posición  | Edad    | Altura | Peso | Lugar de nacimiento            |
| ------------------------------------------ | --------- | ------- | ------ | ---- | ------------------------------ |
| Asier Agirre Irisarri                      | Delantero | 29 años | 1,82m  | 74kg | Pamplona, Navarra              |
| Jon Alberdi Gorostidi                      | Delantero | 25 años | 1,84m  | 77kg | Azpeitia, Guipúzcoa            |
| Jon Ander Albisu Albizu                    | Zaguero   | 35 años | 1,84m  | 89kg | Ataun, Guipúzcoa               |
| Aitor Aranguren Errasti                    | Zaguero   | 25 años | 1,86m  | 86kg | Usúrbil, Guipúzcoa             |
| Andoni Aretxabaleta Aramendi               | Zaguero   | 32 años | 1,95m  | 94kg | Marquina-Jeméin, Vizcaya       |
| Iñaki Artola Izagirre                      | Delantero | 30 años | 1,85m  | 86kg | Alegría de Oria, Guipúzcoa     |
| Joanes Bakaikoa Satrustegi                 | Delantero | 28 años | 1,78m  | 72kg | Echarri-Aranaz, Navarra        |
| Iker Elizegi                               | Zaguero   | 24 años | 1,91m  | 88kg | Asteasu, Guipúzcoa             |
| Iosu Eskiroz Redín                         | Zaguero   | 26 años | 1,84m  | 85kg | Maquirriain, Navarra           |
| Ander Imaz Retegi                          | Zaguero   | 30 años | 1,80m  | 76kg | Oyarzun, Guipúzcoa             |
| Erik Jaka Soroa                            | Delantero | 31 años | 1,86m  | 83kg | Lizarza, Guipúzcoa             |
| Iker Larrazabal Olartekoetxea              | Delantero | 22 años | 1,83m  | 82kg | Amurrio, Álava                 |
| Unai Laso Lizaso                           | Delantero | 28 años | 1,83m  | 76kg | Viscarret-Guerendiáin, Navarra |
| Jon Mariezkurrena Zelaia, Mariezkurrena II | Zaguero   | 26 años | 1,95m  | 83kg | Berriozar, Navarra             |
| Jon Ander Peña Olazabal, Peña II           | Delantero | 27 años | 1,87m  | 83kg | Tolosa, Guipúzcoa              |
| Rubén Salaverri Mora                       | Zaguero   | 27 años | 1,81m  | 77kg | Fuenmayor, La Rioja            |
| Endika Uriondo Zabala                      | Zaguero   | 28 años | 1,86m  | 84kg | Gizaburuaga, Vizcaya           |
| Mikel Urrutikoetxea Azkueta                | Delantero | 36 años | 1,89m  | 78kg | Zarátamo, Vizcaya              |
| Iraitz Zubizarreta Agirre, Zubizarreta III | Delantero | 26 años | 1,81m  | 77kg | Ataun, Guipúzcoa               |